# Tour de Tietema
Tour de Tietema is een Nederlands YouTube-kanaal dat werd opgericht door Bas Tietema in 2011. Aanvankelijk plaatste het kanaal enkel video's over Tietema's carrière als wielerprof.
In 2016 werd het YouTube-kanaal stilgelegd. In 2019 kwam het kanaal terug tot leven met de ALS1TEAM Challenge, waarbij Tietema zeven dagen lang heel Nederland doorkruiste samen met andere wielrenners. In de zomer van 2019 reisde hij samen met Devin Van Der Wiel en Josse Wester naar de Ronde van Frankrijk 2019 voor de opnames van Tour de Tietema 2019. Sindsdien bewegen de drie presentatoren zich in de wielerwereld waar ze video's maken over verschillende wedstrijden en uitdagingen. In 2021 ging het kanaal nog een stap verder met de oprichting van hun eigen wielerploeg Tour de Tietema Cycling Team. In 2023 maakt de ploeg de stap naar het UCI Continentale niveau, onder de naam TDT-Unibet Cycling Team.

## ALS1TEAM Challenge
Op zondag 31 maart 2019 startte Tietema met de Als1team Challenge. In 7 dagen fietste hij langs alle 18 eredivisiestadions, om uiteindelijk na 1500 km met zijn route het logo van Fonds Gehandicaptensport te vormen. Tietema voltooide de Als1team Challenge met een finish in de Johan Cruijff ArenA. De tocht leverde naast extra aandacht voor aangepast sporten ook een bedrag van € 23.700 op voor het fonds. Het volledige verhaal werd vastgelegd op camera en dagelijks op het YouTube-kanaal geplaatst.

## Tour de Tietema

### Tour de Tietema 2019
Tietema zat met het idee om tijdens de Ronde van Frankrijk spannende entertainment te maken over het wielergebeuren. Zonder budget en camera-ervaring ging hij op zoek naar mensen die hem wilden helpen in zijn missie. Zo kwam hij bij Devin Van Der Wiel en Josse Wester uit en overtuigde beiden om met een busje zonder accreditatie naar Frankrijk te rijden. Iedere dag waren op het YouTube-kanaal nieuwe video's te zien waarbij de drie opdrachten uitvoerden die verzonnen waren door kijkers. Ze schreven onder andere een lied over wielrenner Dylan Groenewegen dat werd uitgezonden op de Nederlandse radio NPO Radio 2 en bezorgden 100 pizza's aan de renners van het peloton.

### BinckBank Tour 2019
Tijdens de BinckBank Tour 2019 werd het concept van Tour de Tietema 2019 herhaald, echter ditmaal werkten de drie presentatoren samen met de organisatie van de meerdaagse wedstrijd en werden de opdrachten bedacht door de wielrenners van het peloton alsook door ex-wielrenners zoals Eddy Planckaert en Maarten Tjallingii. In deze YouTube serie fungeerde voornamelijk Bas Tietema als presentator, voor een van de opdrachten viel hij in voor wielrenner Laurens De Vreese bij de teamvoorstelling van Astana-Premier Tech.

### Giro di Tietema
In oktober 2020 kwam het YouTube-kanaal met een nieuwe serie genaamd Giro di Tietema waarin Bas Tietema, Devin Van Der Wiel en Josse Wester proberen om van de start van de Giro d'Italia in Palermo richting Nederland te fietsen. Deze tocht legden ze af door 21 dagen even lang te fietsen als de wielrenners in de ronde van Italië erover deden om de finish van de etappe te bereiken. Het parcours richting Nederland liep langs verscheidene bergen waaronder de Timmelsjoch. Uiteindelijk bereikten enkel Tietema en Wester na ruim 2000 kilometer de finish in Amsterdam. De YouTube-serie werd genomineerd voor de Televizier-Ster Online-videoserie van 2021.

### 3FM Serious Request 2020
In december 2020 deed Tour de Tietema mee aan 3FM Serious Request 2020 voor het goede doel waarbij Bas Tietema en Devin Van Der Wiel van Roermond naar Zwolle fietsten naar analogie van de originele opdracht. De twee presentatoren legden deze 180 kilometer lange tocht af tussen zonsopgang en zonsondergang terwijl Josse Wester vanuit de auto wielrenners opbelde om de actie te steunen. Door middel van donaties maakten mensen kans op verscheidene zaken zoals een koersfiets of wielershirts die door de wielrenners werden geschonken. De actie had een streefbedrag van 25.000 euro maar overschreed dit met een finaal bedrag van 34.588,45 euro wat het ook meteen de meest opbrengende actie van 2020 maakte.

### Ride Before You Die
In deze serie gaan Josse Wester en Devin van der Wiel wedstrijden rijden die je volgens de kijkers (meesterknechten) gedaan moet hebben voordat je doodgaat.

## Tour de Tietema Cycling Team
In 2021 werd een eigen wielerploeg opgericht met als doel de weg naar het professioneel wielrennen in beeld te brengen. De presentatoren startten op het allerlaagste niveau met hun eigen driemans-team en hoopten om een eerste wedstrijd te rijden op amateurniveau. In de afleveringen op het YouTube-kanaal is bijvoorbeeld te zien hoe de drie renners op trainingskamp meetrainen met wereldkampioene Anna van der Breggen of samen met Fabian Cancellara kasseihellingen zoals de Paterberg oprijden in Vlaanderen.
In 2023 maakt de ploeg de stap naar het UCI Continentale niveau, onder de naam TDT-Unibet Cycling Team. Succescoach Hugo Haak wordt sportief directeur en Rob Harmeling ploegleider. Het team stapt over van Cervélo fietsen naar Cannondale.
Op 5 augustus 2025 kondigde de ploeg aan Dylan Groenewegen te hebben gecontracteerd.

## Tietema Cycling Academy
Op 11 januari 2021 richtte Tietema een tweede kanaal op. Hier geven de drie presentatoren tips over van alles wat te maken heeft met wielrennen, met enige regelmaat verschijnt er een nieuwe video.